# Aynabo
Aynabo est une ville somalienne située dans la région de Sool dans le Somaliland.

## Démographie
Sa population était de 75 702 habitants en 2005.